# Jules Verne (cratère)
Pour les articles homonymes, voir Jules Verne (homonymie).
Jules Verne est un cratère d'impact lunaire situé sur la face cachée de la Lune. Il se trouve au sud-ouest de la Mare Ingenii, une des rares maria lunaires de cette zone. À l'est-nord-est le cratère Seidel (en) touche le contour de Jules Verne. Au sud-est de Jules Verne se trouve le cratère Lundmark (en), tandis que le cratère Koch (en) est situé plus loin au sud-sud-est. Au nord-ouest on rencontre le cratère géant de Pavlov (en).
La plus grande partie du sol du cratère est recouverte de lave basaltique, produisant une surface sombre d'albédo peu élevé, relativement plane. Il est rare de trouver une telle configuration de lave de ce côté de la lune où la croûte est plus épaisse que du côté visible. Cependant ce cratère se trouve à l'intérieur du bassin Pôle Sud-Aitken. 
Le rebord de Jules Verne est usé par l'érosion et porte plusieurs petits cratères satellites. Sur la partie orientale on trouve Jules Verne G, tandis que Jules Verne C mord sur le rebord nord-est et que Jules Verne Z est à cheval sur le rebord sud. Jules Verne P, en revanche, est accroché à l'extérieur sud-sud-ouest du rebord.  
Jules Verne est l'un des rares cratères lunaires à porter le nom et le prénom d'une personnalité plutôt que son simple patronyme et cela depuis 1961, année au cours de laquelle l'Union astronomique internationale a choisi le nom de cet écrivain français. Il se distingue aussi des autres cratères lunaires en cela qu'il porte le nom d'un écrivain de science-fiction, plutôt que celui d'un scientifique ou d'un explorateur célèbre. Une autre exception à cette règle est le cratère H. G. Wells.

## Cratères satellites
Les cratères satellites sont de petits cratères situés à proximité du cratère principal, ils sont nommés du même nom mais accompagnés d'une lettre majuscule complémentaire (même si la formation de ces cratères est indépendante de la formation du cratère principal). Par convention ces caractéristiques sont indiquées sur les cartes lunaires en plaçant la lettre sur le point le plus proche du cratère principal. Liste des cratères satellites de Jules Verne : 
| Jules Verne | Latitude | Longitude | Diamètre |
| ----------- | -------- | --------- | -------- |
| C           | 33.2° S  | 149.7° E  | 30 km    |
| G           | 35.1° S  | 150.0° E  | 42 km    |
| P           | 38.0° S  | 145.1° E  | 62 km    |
| R           | 36.9° S  | 140.9° E  | 49 km    |
| X           | 32.1° S  | 145.2° E  | 15 km    |
| Y           | 31.3° S  | 146.0° E  | 30 km    |
| Z           | 32.5° S  | 146.8° E  | 20 km    |